# Amherst (Nova Iorque)
Amherst é um cidade localizada no condado de Erie no estado estadounidense da Nova Iorque. No ano 2000 tinha uma população de 116 510 habitantes e uma densidade populacional de 840.9 pessoas por km².

## Geografia
Amherst encontra-se localizado nas coordenadas 42° 58′ 42″ N, 78° 48′ 00″ O.

## Demografia
Segundo a Escritório do Censo em 2000 os rendimentos médios por lar na localidade eram de $55 427, e os rendimentos médios por família eram $68 951. Os homens tinham uns rendimentos médios de $51 667 em frente aos $32 030 para as mulheres. A renda per capita para a localidade era de $27 647. Ao redor de 6.4% da população estavam por abaixo do linha de pobreza.